# Верхня Казарма
Верхня Каза́рма (рос. Верхняя Казарма, башк. Үрге Ҡаҙарма) — присілок у складі Зілаїрського району Башкортостану, Росія. Входить до складу Бердяської сільської ради.
Населення — 12 осіб (2010; 20 в 2002).
Національний склад:
- росіяни — 45%
- башкири — 35%

## Видатні уродженці
- Іриков Микола Романович — Герой Радянського Союзу.